# Bayside (Jeanerette, Louisiane)
Pour les articles homonymes, voir Bayside.

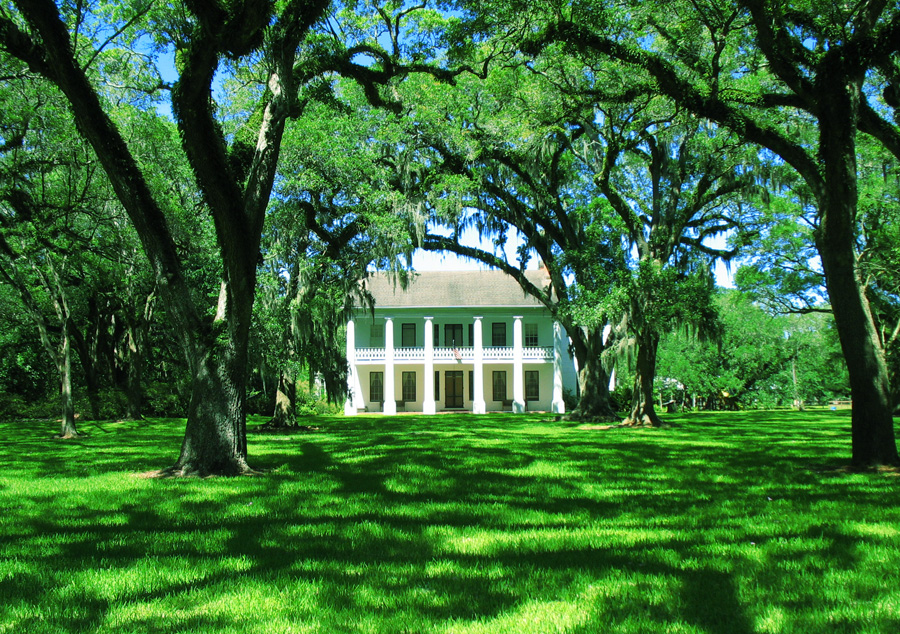
Bayside, en 2007

Bayside est une plantation comprenant une maison de planteur historique construite en 1850 par Francis DuBose Richardson sur le Bayou Teche à Jeanerette, Louisiane, États-Unis.
Richardson, un camarade de classe et ami d'Edgar Allan Poe, acheta le terrain pour une plantation de canne à sucre.
Richardson fréquenta le St. Mary's College à Baltimore, Maryland. Il fut notamment élu au Sénat de Louisiane et soutint une loi établissant l'école des aveugles de Louisiane (« Louisiana School for the Blind »), institution qui existe toujours à Baton Rouge.
Sa fille, Bethia Richardson, épousa Donelson Caffery II, sénateur de Louisiane puis sénateur fédéral. L'arrière-petit-fils de Richardson, Patrick Thomson Caffery fut représentant de l'État de Louisiane et représentant des États-Unis. On pense qu'Edgar Allan Poe séjourna à Bayside lors de sa visite à Richardson[réf. nécessaire].
Malgré quelques modifications et un développement architectural peu clair, la maison de plantation de style néo-grecque en briques à deux étages reste l'une des plus belles structures de ce style dans la paroisse d'Ibérie,.
La maison et ses 2,4 hectares (6 acres) fut inscrite au registre national des lieux historiques le 29 janvier 1987.